# Хебридско море
Хебридското море (на английски: Sea of the Hebrides) е море, разположено край бреговете на Западна Шотландия, разделяща континента и северните Вътрешни Хебридски острови (на изток) от южните Външни Хебридски острови (на запад).
На север морето се присъединява към Минч.
То е част от Вътрешните морета край западното крайбрежие на Шотландия, както е определено от Международната хидрографска организация, , и част от морета на запад от Шотландия.